# Campylopus bicolor
Campylopus bicolor är en bladmossart som beskrevs av Wilson in J. D. Hooker 1854. Campylopus bicolor ingår i släktet nervmossor, och familjen Dicranaceae. Inga underarter finns listade i Catalogue of Life.